# Setge de Castellciutat (1714)
El setge de Castellciutat tingué lloc el febrer del 1714 durant la Guerra dels catalans (1713-1714), la darrera campanya militar de la Guerra de Successió Espanyola a Catalunya.

## Antecedents
Durant la Guerra de Successió Espanyola el general Josep Moragues i Mas fou governador del Castell de Ciutat. Pel Tractat d'Utrecht de 1713 les tropes aliades es comprometen a evacuar Catalunya, fet que es du a terme a partir del 30 de juny de 1713, i el 28 de setembre el general Moragues rendeix Castellciutat als borbònics. A finals de gener de 1714, Vallejo i el seu regiment recorregueren el Solsonès i l'Urgell, on reprimiren amb força la població.
La Junta General de Braços (Braç Eclesiàstic, Braç Militar i Braç Reial o Popular) acorda la guerra a ultrança i la creació de l'Exèrcit de Catalunya.

## El Setge
Després d'un breu retir a Sort, Josep Moragues i Mas va decidir tornar al combat i aixecà l'Urgell bloquejant Castellciutat l'11 de febrer, sent rebutjat per la columna de socors del brigadier José Vallejo amb 400 cavalls i 600 infants.

## Conseqüències
El brigadier José Vallejo va perseguir als atacants fins a Sort i va intentar sufocar la rebel·lió, i va prendre ostatges, i entre ells a la dona de Moragues, tots van ser conduïts a Balaguer, però van ser rescatats amb un cop de mà el 24 de juny 1714. Moragues va deixar l'esposa a Cardona i es va concentrar en la defensa del Pallars a les ordres del coronel Antoni Desvalls i de Vergós, qui malgrat tenir un grau militar inferior, havia estat nomenat comandant en cap de totes les tropes militars catalanes fora de Barcelona. La guerra a la Catalunya interior tenia com a base principal la fortalesa de Cardona, punt des del qual les tropes catalanes fustigaven les tropes borbòniques a fi d'alleugerir el Setge de Barcelona.